# Крисиума (футбольный клуб)
«Крисиу́ма» (порт. Criciúma Esporte Clube) — бразильский футбольный клуб из города Крисиума, штат Санта-Катарина. Один из пяти сильнейших клубов своего штата наряду с «Фигейренсе», «Аваи», «Жоинвиллем» и «Шапекоэнсе».

## История
Клуб был основан в 1948 году под названием «Комершиарио» (порт. Comerciário Esporte Clube). В 1968 году «Комершиарио» впервые стал чемпионом штата Санта-Катарина. Однако вскоре из-за финансового кризиса команда прекратила своё существование.
В 1976 году клуб был возрождён бывшими членами команды, а спустя 2 года получил современное название. В 1984 году «Крисиума» получила свои настоящие цвета — чёрный, жёлтый и белый.
Самого большого успеха команда добилась в 1991 году, завоевав в противостоянии с «Гремио» Кубок Бразилии. Возглавлял команду Луис Фелипе Сколари, который вскоре ушёл как раз в «Гремио». «Крисиума» получила путёвку в Кубок Либертадорес 1992 года.
Однако, в дальнейшем это не получило особенного продолжения, и после некоторого времени, проведённого в Серии А, «Крисиума» опустилась в Серию B. В 2005 году команда вылетела в Серию C. Однако в 2006 году «Крисиума» с ходу выиграла третий дивизион и 2007 году являлась главным кандидатом на возвращение в элиту бразильского футбола в 2008 году. Однако подняться команде не удалось и уже в 2008 году «Крисиума» вылетела обратно в Серию C. Но уже в 2010 году заняв 3 место в Серии С «Тигры» снова вернулись в Серию В. В 2012 году команда поднялась в Серию A, но в 2014 году заняла последнее место и вернулась во второй эшелон чемпионата Бразилии.

### Кубок Бразилии 1991
- 1/16. Убиратан — Крисиума — 1:1; 1:4
- 1/8. Крисиума — Атлетико Минейро — 1:1; 1:0
- 1/4. Гояс — Крисиума — 0:0; 0:3
- 1/2. Клуб Ремо — Крисиума — 0:1; 0:2
- Финал. Гремио — Крисиума — 1:1; 0:0

## Достижения
- Чемпион штата Санта-Катарина (12): 1968, 1986, 1989, 1990, 1991, 1993, 1995, 1998, 2005, 2013, 2023, 2024
- Обладатель Кубка Бразилии (1): 1991
- Чемпион Бразилии в Серии B (1): 2002
- Чемпион Бразилии в Серии C (1): 2006